# Bürgermeisterei Grevenbroich
Die Bürgermeisterei Grevenbroich, zuletzt als Amt Grevenbroich bezeichnet, war eine Bürgermeisterei im Regierungsbezirk Düsseldorf in der preußischen Rheinprovinz. Ihr Gebiet gehört heute zur Stadt Grevenbroich im Rhein-Kreis Neuss in Nordrhein-Westfalen.

## Geschichte

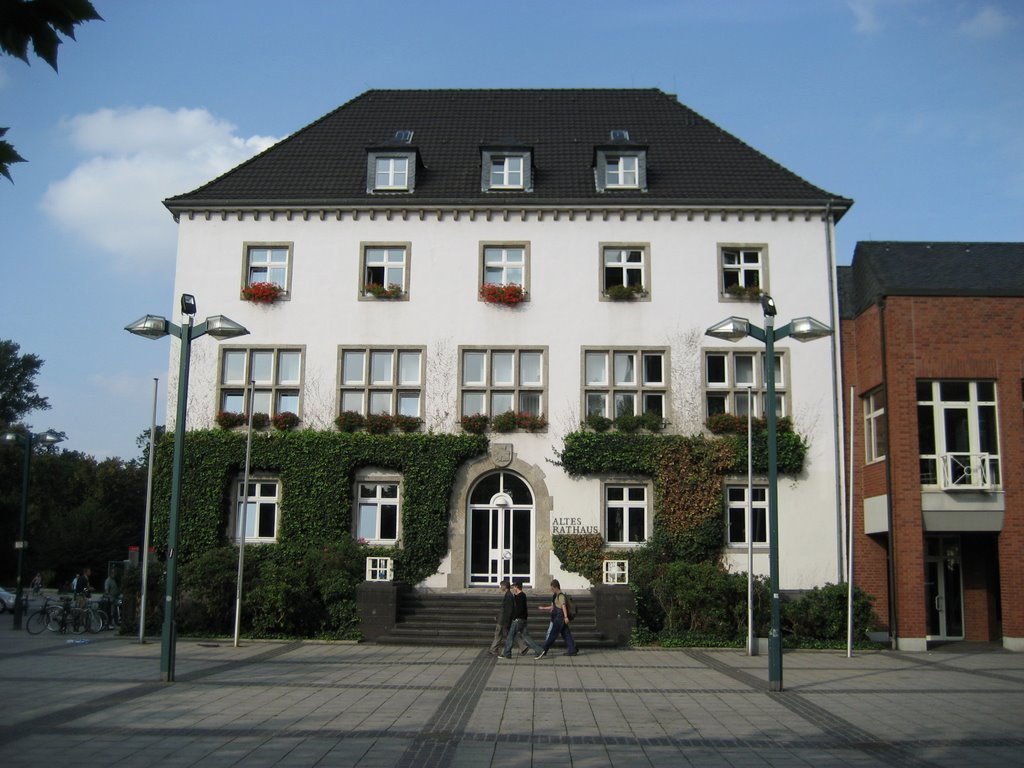
Altes Rathaus Grevenbroich

Von 1798 bis 1814 stand der linke Niederrhein unter französischer Herrschaft. Während dieser Zeit wurde nach französischem Vorbild die Mairie Grevenbroich im Kanton Elsen des Arrondissements Köln im Rur-Departement gebildet. Nachdem 1814 das Rheinland auf dem Wiener Kongress Preußen zugeschlagen wurde, kam der gesamte Kanton Elsen 1816 zum neuen Kreis Grevenbroich. Aus der Mairie Grevenbroich der Franzosenzeit wurde die preußische Bürgermeisterei Grevenbroich.
Die Bürgermeisterei umfasste die Stadt Grevenbroich sowie die Gemeinden Allrath, Barrenstein und Neuenhausen.
In den 1870er Jahren wurde für die Bürgermeisterei am Grevenbroicher Marktplatz ein Rathaus erbaut, das heute als Altes Rathaus bekannt ist.
Am Ende des Jahres 1927 wurde die Bezeichnung aller rheinischen Landbürgermeistereien in „Amt“ geändert. Die Bürgermeisterei Grevenbroich hieß nun Amt Grevenbroich. Seit dem 1. August 1929 gehörte das Amt zum Landkreis Grevenbroich-Neuß.
Am 1. Oktober 1930 wurden die Gemeinden Allrath, Barrenstein und Neuenhausen aus dem Amt Grevenbroich sowie die Gemeinde Laach aus dem Amt Elsen in die Stadt Grevenbroich eingemeindet. Gleichzeitig wurde das Amt Elsen aufgelöst und seine Gemeinden Elsen und Elfgen kamen zum Amt Grevenbroich. Das Amt Grevenbroich umfasste seitdem die Stadt Grevenbroich sowie die Gemeinden Elsen und Elfgen.
Am 1. April 1937 wurde das Amt Grevenbroich aufgelöst. Elsen wurde in die Stadt Grevenbroich eingemeindet und die Gemeinde Elfgen bildete mit der Gemeinde Jüchen das neue Amt Jüchen.

## Einwohnerentwicklung
| Jahr | Einwohner |
| ---- | --------- |
| 1816 | 1891      |
| 1828 | 2029      |
| 1871 | 2938      |
| 1885 | 3643      |
| 1910 | 4737      |

## Bürgermeister
- 1835–183900Christian Bacciocco
- 1839–185000Fedor von Goldammer
- 1851–187500Johann Theodor Wilbertz
- 1875–188900Sebastian Bier
- 1889–191900Alfred Harnisch
- 1924–194500Lorenz Wilms